# Sjölyckan (TV-serie)
Sjölyckan är en svensk komediserie som hade premiär på TV4 den 6 april 2018.
Serien produceras av FLX med planerad inspelningsstart 2017 och har utvecklats av manusförfattarna Niclas Carlsson och Jacob Seth-Fransson tillsammans med Björn Öberg som kom till FLX med originalidén. Serien regisseras av Felix Herngren.
Säsong 2 hade premiär på C More den 20 mars 2020 och på TV4 och TV4 Play den 3 april 2020.

## Rollista (i urval)
- Hans Mosesson – Berndt
- Henrik Schyffert – Tomas
- Malin Cederbladh – Klara
- Gustaf Hammarsten – Rille
- Shima Niavarani – Lily
- Polly Albinsson – Rut
- Frank Fogelström – Ludvig
- Marianne Mörck – Söderberg
- Jona Waldfogel – Noah
- Lasse Åberg – Gösta
- Ted Åström – Sig själv
- Kikki Danielsson – Maggan
- Maja Söderström - Myran